# Never Ending Tour 2012
Never Ending Tour 2012 es el vigésimo quinto año del Never Ending Tour, una gira musical del músico estadounidense Bob Dylan realizada de forma casi ininterrumpida desde el 7 de junio de 1988.

## Trasfondo
El vigésimo quinto año del Never Ending Tour fue anunciado oficialmente a través de la web oficial del músico el 16 de febrero de 2012. Las primeras fechas anunciadas fueron en tres países de Sudamérica: Brasil, Argentina y Chile. Dylan había ofrecido anteriormente conciertos en estos países cuatro años antes, durante el Never Ending Tour 2008. El 15 de marzo, después de varios rumores en la prensa, se confirmó que Dylan también ofrecería un concierto en Heredia, Costa Rica, su primera visita al país y a Centroamérica. Poco después, el 28 de marzo, la web del músico confirmó que también visitaría México, cuatro años después de su último concierto en 2008.
El 27 de marzo, se confirmó que Dylan iba a encabezar el cartel del Hop Farm Festival, un festival en el que también participó en julio de 2010. Dos días después, se confirmó una etapa europea, con fechas en festivales como el Festival Internacional de Bennicasim y el Festival Vieilles Charrues Les Nuits de Fourvière. Dylan también ofreció conciertos en Salzburg, Austria y Nimes, Francia.
Durante el verano, Dylan ofreció un total de once conciertos, incluyendo una participación en el Top Farm Festival de Kent, el Citadel Music Festival de Berlín, el Líder in Schloss en Bad Mergentheim, el Festival de Jazz de Montreux en Suiza y el Festival Jardins de Cap Roig en Calella, entre otros.
Los ensayos para la etapa europea tuvieron lugar en el Bardavon 1869 Opera House de Poughkeepsie, Nueva York entre el 25 y el 27 de junio de 2012, antes de que el grupo viajase a Inglaterra para participar en el Hop Farm Festival el 30 de junio. Entre otras canciones incorporadas al repertorio figuraron «Things Have Changed», «Nettie More», «Tangled Up in Blue», «Blind Willie McTell» y «Ballad of Hollis Brown». La etapa europea incluyó como novedad la incorporación de un piano de cola en el escenario, el cual Dylan tocó durante ocho de las dieciséis canciones.
El 15 de junio, la web oficial de Dylan anunció once conciertos entre agosto y septiembre, tres de ellos en Canadá, donde Dylan no había tocado desde noviembre de 2009. Al día siguiente, se anunciaron otros dos conciertos, uno de ellos en Billings (Montana) y el otro en Rochester (Minnesota). El 20 de junio se anunciaron otros dos conciertos, uno en Cincinnati (Ohio) y otro en Salisbury (Maryland). Las entradas para el concierto de Cranbrook se vendieron en un tiempo récord, lo cual obligó al promotor a ajustar el escenario para añadir otros 250 asientos, que también se vendieron.
La etapa norteamericana, en la que compartió cartel con Mark Knopfler, fue anunciada a través de la web oficial del músico el 18 de julio, justo un día después del anuncio de su nuevo álbum de estudio, Tempest. La etapa fue recibida con críticas mixtas, con varios periodistas quejándose sobre las decrecientes habilidades vocales de Dylan y los cambios en las canciones. En una acción inusual durante su concierto del 5 de noviembre en Madison (Wisconsin), Dylan se dirigió al público después de introducir a su banda y dijo: «Tratamos de tocar bien esta noche porque el Presidente está aquí hoy. No os creáis a los medios de comunicación. Creo que va a ser una victoria aplastante».
Con un total de 86 conciertos en 2012, Dylan tocó el menor número de conciertos por año en su Never Ending Tour desde 1996.

## Banda
- Bob Dylan: voz, piano, armónica, órgano
- Tony Garnier: bajo y contrabajo
- Donnie Herron: banjo, mandolina, violín, viola, pedal steel guitar
- Stu Kimball: guitarra rítmica
- George Recile: batería
- Charlie Sexton: guitarra

## Conciertos
| Fecha                   | Ciudad           | País           | Escenario                          |
| ----------------------- | ---------------- | -------------- | ---------------------------------- |
| Sudamérica              |                  |                |                                    |
| 15 de abril de 2012     | Río de Janeiro   | Brasil         | Citibank Hall                      |
| 17 de abril de 2012     | Brasília         | Brasil         | Nilson Nelson Gymnasium            |
| 19 de abril de 2012     | Belo Horizonte   | Brasil         | Chevrolet Hall                     |
| 21 de abril de 2012     | São Paulo        | Brasil         | Credicard Hall                     |
| 22 de abril de 2012     | São Paulo        | Brasil         | Credicard Hall                     |
| 24 de abril de 2012     | Porto Alegre     | Brasil         | Pepsi on Stage                     |
| 26 de abril de 2012     | Buenos Aires     | Argentina      | Teatro Gran Rex                    |
| 27 de abril de 2012     | Buenos Aires     | Argentina      | Teatro Gran Rex                    |
| 28 de abril de 2012     | Buenos Aires     | Argentina      | Teatro Gran Rex                    |
| 30 de abril de 2012     | Buenos Aires     | Argentina      | Teatro Gran Rex                    |
| 2 de mayo de 2012       | Santiago         | Chile          | Movistar Arena                     |
| Centroamérica           |                  |                |                                    |
| 5 de mayo de 2012       | Heredia          | Costa Rica     | Heredia Palacio de los Deportes    |
| Norteamérica            |                  |                |                                    |
| 7 de mayo de 2012       | Monterrey        | México         | Auditorio Banamex                  |
| 9 de mayo de 2012       | Guadalajara      | México         | Telmex Auditorium                  |
| 11 de mayo de 2012      | Ciudad de México | México         | Pepsi Centre WTC                   |
| 12 de mayo de 2012      | Ciudad de México | México         | Pepsi Centre WTC                   |
| Europa                  |                  |                |                                    |
| 30 de junio de 2012     | Kent             | Inglaterra     | The Hop Farm Country Park          |
| 2 de julio de 2012      | Berlín           | Alemania       | Zitadelle Spandau                  |
| 3 de julio de 2012      | Dresde           | Alemania       | Freilichtbühne Junge Garde         |
| 4 de julio de 2012      | Bonn             | Alemania       | Bonn Rheinaue                      |
| 6 de julio de 2012      | Bad Mergentheim  | Alemania       | Schloss Mergentheim                |
| 7 de julio de 2012      | Salzburg         | Austria        | Salzburgarena                      |
| 8 de julio de 2012      | Montreux         | Suiza          | Auditorium Stravinski              |
| 11 de julio de 2012     | Bilbao           | España         | Guggenheim Museum Bilbao           |
| 13 de julio de 2012     | Benicàssim       | España         | Benicàssim Festival Grounds        |
| 14 de julio de 2012     | Calella          | España         | Jardín Botánico del Cap Roig       |
| 15 de julio de 2012     | Nîmes            | Francia        | Arènes de Nîmes                    |
| 16 de julio de 2012     | Barolo           | Italia         | Piazza Colbert                     |
| 18 de julio de 2012     | Lyon             | Francia        | Théâtres Romains de Fourvière      |
| 20 de julio de 2012     | Bayona           | Francia        | Arènes de Bayonne                  |
| 22 de julio de 2012     | Carhaix          | Francia        | La Prairie de Kerampuilh           |
| Norteamérica            |                  |                |                                    |
| 10 de agosto de 2012    | Lloydminster     | Canadá         | Lloydminster Exhibition Grounds    |
| 11 de agosto de 2012    | Lethbridge       | Canadá         | ENMAX Centre                       |
| 12 de agosto de 2012    | Cranbrook        | Canadá         | Cranbrook Recreational Complex     |
| 14 de agosto de 2012    | Missoula         | Estados Unidos | Big Sky Brewery                    |
| 17 de agosto de 2012    | Rapid City       | Estados Unidos | Barnett Arena                      |
| 18 de agosto de 2012    | Sioux Falls      | Estados Unidos | Sioux Falls Arena                  |
| 19 de agosto de 2012    | Fargo            | Estados Unidos | Fargo Civic Center                 |
| 21 de agosto de 2012    | Rochester        | Estados Unidos | Taylor Arena                       |
| 22 de agosto de 2012    | Des Moines       | Estados Unidos | Wells Fargo Arena                  |
| 24 de agosto de 2012    | Fort Wayne       | Estados Unidos | Parkview Field                     |
| 25 de agosto de 2012    | Indianápolis     | Estados Unidos | The Farm Bureau Insurance Lawn     |
| 26 de agosto de 2012    | Cincinnati       | Estados Unidos | PNC Pavilion at Riverbend          |
| 28 de agosto de 2012    | Youngstown       | Estados Unidos | Covelli Centre                     |
| 29 de agosto de 2012    | Johnstown        | Estados Unidos | Cambria County War Memorial Arena  |
| 30 de agosto de 2012    | Salisbury        | Estados Unidos | Wicomico Youth and Civic Center    |
| 1 de septiembre de 2012 | Big Flats        | Estados Unidos | Tag's Budweiser Summer Stage       |
| 2 de septiembre de 2012 | Bethel           | Estados Unidos | Bethel Woods Center for the Arts   |
| 4 de septiembre de 2012 | Port Chester     | Estados Unidos | Capitol Theater                    |
| 6 de septiembre de 2012 | Lewiston         | Estados Unidos | Lewiston Artpark Mainstage Theater |
| 7 de septiembre de 2012 | Holyoke          | Estados Unidos | Holyoke Mountain Park              |
| 8 de septiembre de 2012 | Uncasville       | Estados Unidos | Mohegan Sun Arena                  |
| 9 de septiembre de 2012 | Hershey          | Estados Unidos | Star Pavilion                      |
| Norteamérica            |                  |                |                                    |
| 5 de octubre de 2012    | Winnipeg         | Canadá         | MTS Centre                         |
| 6 de octubre de 2012    | Regina           | Canadá         | Brandt Centre                      |
| 8 de octubre de 2012    | Saskatoon        | Canadá         | Credit Union Centre                |
| 9 de octubre de 2012    | Edmonton         | Canadá         | Rexall Place                       |
| 10 de octubre de 2012   | Calgary          | Canadá         | Scotiabank Saddledome              |
| 12 de octubre de 2012   | Vancouver        | Canadá         | Rogers Arena                       |
| 13 de octubre de 2012   | Seattle          | Estados Unidos | KeyArena                           |
| 15 de octubre de 2012   | Portland         | Estados Unidos | Rose Garden Arena                  |
| 17 de octubre de 2012   | San Francisco    | Estados Unidos | Bill Graham Civic Auditorium       |
| 18 de octubre de 2012   | San Francisco    | Estados Unidos | Bill Graham Civic Auditorium       |
| 19 de octubre de 2012   | Berkeley         | Estados Unidos | Hearst Greek Theatre               |
| 20 de octubre de 2012   | Sacramento       | Estados Unidos | Power Balance Pavilion             |
| 22 de octubre de 2012   | Santa Bárbara    | Estados Unidos | Santa Barbara Bowl                 |
| 24 de octubre de 2012   | San Diego        | Estados Unidos | Valley View Casino Center          |
| 26 de octubre de 2012   | Los Ángeles      | Estados Unidos | Hollywood Bowl                     |
| 27 de octubre de 2012   | Las Vegas        | Estados Unidos | Mandalay Bay Events Center         |
| 29 de octubre de 2012   | Broomfield       | Estados Unidos | 1stBank Center                     |
| 30 de octubre de 2012   | Broomfield       | Estados Unidos | 1stBank Center                     |
| 1 de noviembre de 2012  | Grand Prairie    | Estados Unidos | Verizon Theatre at Grand Prairie   |
| 2 de noviembre de 2012  | Tulsa            | Estados Unidos | BOK Center                         |
| 3 de noviembre de 2012  | Omaha            | Estados Unidos | CenturyLink Center Omaha           |
| 5 de noviembre de 2012  | Madison          | Estados Unidos | Alliant Energy Center              |
| 7 de noviembre de 2012  | Saint Paul       | Estados Unidos | Xcel Energy Center                 |
| 8 de noviembre de 2012  | Milwaukee        | Estados Unidos | BMO Harris Bradley Center          |
| 9 de noviembre de 2012  | Chicago          | Estados Unidos | United Center                      |
| 12 de noviembre de 2012 | Grand Rapids     | Estados Unidos | Van Andel Arena                    |
| 13 de noviembre de 2012 | Detroit          | Estados Unidos | Fox Theatre                        |
| 14 de noviembre de 2012 | Toronto          | Canadá         | Air Canada Centre                  |
| 16 de noviembre de 2012 | Montreal         | Canadá         | Bell Centre                        |
| 18 de noviembre de 2012 | Boston           | Estados Unidos | TD Garden                          |
| 19 de noviembre de 2012 | Filadelfia       | Estados Unidos | Wells Fargo Center                 |
| 20 de noviembre de 2012 | Washington D. C. | Estados Unidos | Verizon Center                     |
| 21 de noviembre de 2012 | Nueva York       | Estados Unidos | Barclays Center                    |